# Gongora glicensteiniana
Gongora glicensteiniana är en orkidéart som beskrevs av Rudolph Jenny. Gongora glicensteiniana ingår i släktet Gongora och familjen orkidéer.
Artens utbredningsområde är Colombia. Inga underarter finns listade i Catalogue of Life.